# Villers-l'Hôpital
Villers-l'Hôpital è un comune francese di 278 abitanti situato nel dipartimento del Passo di Calais nella regione dell'Alta Francia.

## Società

### Evoluzione demografica
Abitanti censiti